# Баровица
Баровица (грч. Καστανερή, Кастанери) је насељено место у општини Пеонија у периферији Средишња Македонија, Грчка. Према попису из 2021. године било је 95 становника.
Према бугарском географу и историчару, Василу Канчову, у Баровици је 1900. године живело 750 Словена хришћана. Према предању основана је након доласка Османлија и носи име по војводи Бару. Становништво је мегленовлашког порекла, крајем 19. века само старији мештани су говорили влашким језиком. Године 1914. исељено је 10 породица у Бугарску, известан број и у Америку, а 1924. године иселило се још 30 породица у Бугарску (четири су се преселиле у Ђевђелију). Током Другог светског и Грчког грађанског рата село је доста страдало, 25 породица се иселило у Југославију (СР Македонија). На попису из 1951. године Баровица је имала 632 становника.